# Charles Cornwallis
Charles Cornwallis, 1. markiz Cornwallis (31. december 1738 – 5. oktober 1805). Vojaško sliužbo je začel med sedemletno vojno. Med ameriško revolucionarno vojno je poveljeval četam na začetku vojne in nato v Južni Karolini. Med obleganjem Yorktowna je predal svojo vojsko ameriško-francoskim četam pod poveljstvom Georgea Washingtona, kar je bil začetek konca angleške prisotnosti v ZDA. Od 1786 je bil imenovan za guvernerja Indije in vrhovnega poveljnika britanske vojske v Indiji. Od 1798 do 1801 je bil podkralj Irske, kjer je zatrl poskus vstaje.